# Pierre Sulpin
Pierre Sulpin est un ecclésiastique méridional promu évêque de Bazas au temps du Grand Schisme d'Occident (1378-1417). De 1397 à son décès en 1420, il préside aux destinées d'un diocèse divisé entre partis anglais et français, entre papes romains, avignonnais ou pisans.

## Biographie
Natif de Saint-Flour, Pierre Sulpin acquiert ses grades en théologie au sein de l'ordre des frères mineurs jusqu'à occuper le rôle de ministre Provincial en 1396. Un an plus tard, Benoît XIII le promeut évêque de Bazas. Le pape lui accorde une telle confiance qu'il l'envoie à Paris en janvier 1398 pour une opération de la dernière chance : dissuader les évêques du royaume de France de se soustraire à son autorité. Il n'est cependant incorporé ni à l'assemblée parisienne ni même, dix ans plus tard, au concile de Pise.
Il semble avoir gouverné sans discontinuer la majeure partie des terres du diocèse de Bazas, située sous l'autorité du roi de France et des princes de Foix et d'Albret. Son concurrent romain Jean de Herrenco ne fait main basse que sur les communautés dévouées au duc de Guyenne, tour à tour les rois d'Angleterre Richard II, Henri IV et Henri V.
Disposant à sa mort de quelque cent cinquante ouvrages, cet intellectuel est encore crédité au XVIIe siècle être l'auteur d'un commentaire sur le Maître des Sentences et la Hiérarchie des anges.